# Fussballclub Schaffhausen 2008-2009
Questa voce raccoglie le informazioni riguardanti il Fussballclub Schaffhausen nelle competizioni ufficiali della stagione 2008-2009.

## Stagione
Nella stagione 2008-2009 il Sciaffusa, allenato da Fabian Müller, concluse il campionato di Challenge League al 11º posto. In Coppa Svizzera il Sciaffusa fu eliminato al secondo turno dal Zurigo.

## Rosa
| N. |                                 | Ruolo | Calciatore      |
| -- | ------------------------------- | ----- | --------------- |
| 1  | Macedonia del Nord (bandiera)   | P     | Darko Tofiloski |
| 2  | Germania (bandiera)             | D     | David Fall      |
| 3  | Italia (bandiera)               | A     | Enzo Todisco    |
| 4  | Svizzera (bandiera)             | D     | Raphael Mollet  |
| 6  | Tunisia (bandiera)              | C     | Stéphane Nater  |
| 7  | Bosnia ed Erzegovina (bandiera) | C     | Daniel Pavlović |
| 8  | Svizzera (bandiera)             | C     | Stefan Kohler   |
| 9  | Rep. Dominicana (bandiera)      | A     | Javier Santana  |
| 10 | Svizzera (bandiera)             | C     | Allmir Ademi    |
| 11 | Svizzera (bandiera)             | A     | Safet Etemi     |
| 13 | Svizzera (bandiera)             | C     | Thomas Stamm    |
| 14 | Svizzera (bandiera)             | D     | Andy Hauser     |

| N. |                           | Ruolo | Calciatore         |
| -- | ------------------------- | ----- | ------------------ |
| 15 | Svizzera (bandiera)       | D     | Goran Ivelj        |
| 16 | Thailandia (bandiera)     | D     | Peter Läng         |
| 17 | Svizzera (bandiera)       | C     | Sandro Zuffi       |
| 18 | Svizzera (bandiera)       | P     | Sasa Tomic         |
| 20 | Svizzera (bandiera)       | D     | Christian Schlauri |
| 21 | Romania (bandiera)        | C     | Alin Franyov       |
| 22 | Svizzera (bandiera)       | D     | Fabian Geiser      |
| 23 | Rep. del Congo (bandiera) | D     | Igor Nganga        |
| 24 | Germania (bandiera)       | C     | Tobias Müller      |
| 25 | Zimbabwe (bandiera)       | A     | Newton Ben Katanha |
| 26 | Svizzera (bandiera)       | P     | Sébastien Roth     |

## Organigramma societario
Area tecnica
- Allenatore: Fabian Müller
- Allenatore in seconda: Manuel Klökler
- Preparatore dei portieri:
- Preparatori atletici:

## Calciomercato

### Sessione estiva
| Acquisti | Acquisti         | Acquisti   | Acquisti |
| R.       | Nome             | da         | Modalità |
| -------- | ---------------- | ---------- | -------- |
| C        | Sandro Zuffi     | Winterthur |          |
| A        | Safet Etemi      | Gossau     |          |
| D        | David Fall       | Paderborn  |          |
| D        | Andy Hauser      | Winterthur |          |
| P        | Achim Hollerieth | Lubecca    |          |
| D        | Goran Ivelj      | Winterthur |          |
| D        | Igor Nganga      | Chiasso    |          |
| C        | Stéphane Nater   | Biaschesi  |          |
| P        | Darko Tofiloski  | Pobeda     |          |

| Cessioni | Cessioni           | Cessioni        | Cessioni |
| R.       | Nome               | a               | Modalità |
| -------- | ------------------ | --------------- | -------- |
| A        | Salvatore Amirante | Carl Zeiss Jena |          |
| D        | Hervé Bochud       | Carl Zeiss Jena |          |
| P        | Reto Bolli         | San Gallo       |          |
| C        | Carlos da Silva    | Lugano          |          |
| A        | Shkëlzen Gashi     | Bellinzona      |          |
| C        | Genc Mehmeti       | Bellinzona      |          |
| D        | Philippe Montandon | Lugano          |          |
| C        | Paulo Diogo        | Losanna         |          |

### Sessione invernale
| Acquisti | Acquisti       | Acquisti    | Acquisti |
| R.       | Nome           | da          | Modalità |
| -------- | -------------- | ----------- | -------- |
| D        | Raphael Mollet | Friburgo II |          |
| C        | Stefan Kohler  | Bulle       |          |
| A        | Javier Santana | Zurigo II   |          |

| Cessioni | Cessioni | Cessioni | Cessioni |
| R.       | Nome     | a        | Modalità |
| -------- | -------- | -------- | -------- |

## Risultati

### Challenge League

#### andata
| Arbitro: | Studer |

|                                                   |           |           |
| Madou 51’ Schneuwly 58’ Casasnovas 79’ Safari 88’ | Marcatori | 86’ Etemi |

| Arbitro: | Carrell |

|                       |           |          |
| Todisco 30’ Ademi 79’ | Marcatori | 11’ Sara |

| Arbitro: | Zimmermann |

|             |           |                        |
| Braizat 27’ | Marcatori | 41’ Pavlović 90’ Ademi |

| Arbitro: | Graf |

|             |           |          |
| Katanha 35’ | Marcatori | 90’ Kebe |

| Arbitro: | Laperrière |

|  |           |                                   |
|  | Marcatori | 40’ Todisco 53’ Stamm 86’ Katanha |

| Arbitro: | Busacca |

|           |           |                                  |
| Ademi 41’ | Marcatori | 26’, 54’ Christen 90’ Holenstein |

| Arbitro: | Grossen |

|                                       |           |                                          |
| Hélin 25’ Balthazar 36’ Malacarne 38’ | Marcatori | 19’ (rig.) Ademi 65’ Todisco 73’ Katanha |

| Arbitro: | Bertolini |

|  |           |                 |
|  | Marcatori | 86’ (rig.) Dabo |

| Arbitro: | Poma |

|                                             |           |  |
| Oppliger 39’ Biscotte 46’ Gourmi 86’ (rig.) | Marcatori |  |

| Arbitro: | Bieri |

|                                                             |           |  |
| Ademi 22’ (rig.) Stamm 54’ Nganga 63’ Etemi 77’ Todisco 85’ | Marcatori |  |

| Arbitro: | Grossen |

|                                         |           |  |
| Silva 15’ Rennella 23’, 79’ Laborde 86’ | Marcatori |  |

| Arbitro: | Meroni |

|                                   |           |  |
| Ademi 20’, 82’ (rig.) Katanha 26’ | Marcatori |  |

| Arbitro: | Kever |

|                         |           |                        |
| Nganga 18’ Pavlović 55’ | Marcatori | 58’ Omofefe 66’ Romero |

| Arbitro: | Jaccottet |

|                                    |           |          |
| Hauser 2’ N'Gindu 27’ Atkinson 80’ | Marcatori | 6’ Ademi |

| Arbitro: | Gremaud |

|                        |           |                                       |
| Schlauri 37’ Ademi 90’ | Marcatori | 41’, 53’ (rig.), 79’ Bieli 82’ Gavric |

#### ritorno
| Locarno 22 febbraio 2009, ore 14:30 CET 16ª giornata | Locarno | 0 – 0 referto | Sciaffusa | Stadio del Lido (730 spett.)\| Arbitro: \| Devouge \| |
| Arbitro:                                             | Devouge |               |           |                                                       |

| Sciaffusa 1º marzo 2009, ore 14:30 CET 17ª giornata | Sciaffusa | 0 – 0 referto | Servette | Stadion Breite (1 120 spett.)\| Arbitro: \| Hänni \| |
| Arbitro:                                            | Hänni     |               |          |                                                      |

| Arbitro: | Zimmermann |

|            |           |                    |
| Doudin 51’ | Marcatori | 77’ (rig.) Katanha |

| Arbitro: | Laperrière |

|                        |           |                      |
| Pavlović 11’ Stamm 66’ | Marcatori | 5’ Glarner 85’ César |

| Arbitro: | Klossner |

|                       |           |              |
| Akdemir 25’ Gsell 56’ | Marcatori | 62’ Pavlović |

| Sciaffusa 6 aprile 2009, ore 20:00 CEST 21ª giornata | Sciaffusa | 0 – 0 referto | Losanna | Stadion Breite (788 spett.)\| Arbitro: \| Poma \| |
| Arbitro:                                             | Poma      |               |         |                                                   |

| Arbitro: | Graf |

|                                |           |             |
| Merenda 24’ Cáceres 65’ (rig.) | Marcatori | 71’ Todisco |

| Arbitro: | Studer |

|              |           |  |
| Pavlović 19’ | Marcatori |  |

| Arbitro: | Speranda |

|                   |           |  |
| Strbac 50’ (rig.) | Marcatori |  |

| Arbitro: | Gremaud |

|                              |           |                       |
| Ademi 11’ Katanha 90’ (rig.) | Marcatori | 8’ Moresi 27’ Preisig |

| Arbitro: | Bieri |

|             |           |                                 |
| Martins 63’ | Marcatori | 17’ Ademi 44’ Etemi 48’ Katanha |

| Wohlen 9 maggio 2009, ore 17:30 CEST 27ª giornata | Wohlen    | 0 – 0 referto | Sciaffusa | Stadion Niedermatten (950 spett.)\| Arbitro: \| Bertolini \| |
| Arbitro:                                          | Bertolini |               |           |                                                              |

| Arbitro: | Rogalla |

|  |           |                |
|  | Marcatori | 74’ Casasnovas |

| Arbitro: | Zimmermann |

|                                  |           |  |
| Katanha 8’ Todisco 28’ Etemi 90’ | Marcatori |  |

| Arbitro: | Wermelinger |

|                                        |           |  |
| Schürpf 42’ Nganga 90’ (aut.) Muff 90’ | Marcatori |  |

### Coppa Svizzera
| 20 settembre 2008, ore 16:00 CEST Primo turno | Amriswil             | ? – ? | Sciaffusa |  |
| \| \| \| \| \| \| Tiri di rigore 2 – 3 \| \|  |                      |       |           |  |
|                                               |                      |       |           |  |
|                                               | Tiri di rigore 2 – 3 |       |           |  |

| 19 ottobre 2008, ore 14:30 CEST Secondo turno | Sciaffusa | 0 – 1 | Zurigo |  |

## Statistiche

### Statistiche di squadra
| Competizione     | Punti | In casa | In casa | In casa | In casa | In casa | In casa | In trasferta | In trasferta | In trasferta | In trasferta | In trasferta | In trasferta | Totale | Totale | Totale | Totale | Totale | Totale | DR |
| Competizione     | Punti | G       | V       | N       | P       | Gf      | Gs      | G            | V            | N            | P            | Gf           | Gs           | G      | V      | N      | P      | Gf     | Gs     | DR |
| ---------------- | ----- | ------- | ------- | ------- | ------- | ------- | ------- | ------------ | ------------ | ------------ | ------------ | ------------ | ------------ | ------ | ------ | ------ | ------ | ------ | ------ | -- |
| Challenge League | 34    | 15      | 5       | 6       | 4       | 24      | 17      | 15           | 3            | 4            | 8            | 16           | 28           | 30     | 8      | 10     | 12     | 40     | 45     | -5 |
| Coppa Svizzera   | -     | 1       | 0       | 0       | 1       | 0       | 1       | 1            | 0            | 1            | 0            | 0            | 0            | 2      | 0      | 1      | 1      | 0      | 1      | -1 |
| Totale           | 34    | 16      | 5       | 6       | 5       | 24      | 18      | 16           | 3            | 5            | 8            | 16           | 28           | 32     | 8      | 11     | 13     | 40     | 46     | -6 |

### Andamento in campionato
| Giornata  | 1  | 2  | 3 | 4 | 5 | 6 | 7 | 8 | 9  | 10 | 11 | 12 | 13 | 14 | 15 | 16 | 17 | 18 | 19 | 20 | 21 | 22 | 23 | 24 | 25 | 26 | 27 | 28 | 29 | 30 |
| --------- | -- | -- | - | - | - | - | - | - | -- | -- | -- | -- | -- | -- | -- | -- | -- | -- | -- | -- | -- | -- | -- | -- | -- | -- | -- | -- | -- | -- |
| Luogo     | T  | C  | T | C | T | C | T | C | T  | C  | T  | C  | C  | T  | C  | T  | C  | T  | C  | T  | C  | T  | C  | T  | C  | T  | T  | C  | C  | T  |
| Risultato | P  | V  | V | N | V | P | N | P | P  | V  | P  | V  | N  | P  | P  | N  | N  | N  | N  | P  | N  | P  | V  | P  | N  | V  | N  | P  | V  | P  |
| Posizione | 14 | 10 | 7 | 8 | 4 | 8 | 8 | 9 | 10 | 8  | 10 | 8  | 8  | 8  | 10 | 9  | 9  | 10 | 11 | 12 | 12 | 13 | 11 | 12 | 12 | 12 | 12 | 12 | 11 | 11 |

Legenda:

Luogo: C = Casa; T = Trasferta. Risultato: V = Vittoria; N = Pareggio; P = Sconfitta.

### Statistiche dei giocatori
| A. Ademi      | 29 | 11 | 6 | 0 |
| S. Etemi      | 26 | 4  | 0 | 0 |
| D. Fall       | 28 | 0  | 2 | 0 |
| A. Franyov    | 9  | 0  | 1 | 0 |
| F. Geiser     | 11 | 0  | 1 | 0 |
| A. Hauser     | 12 | 0  | 1 | 0 |
| A. Hollerieth | 11 | 0  | 0 | 1 |
| G. Ivelj      | 19 | 0  | 7 | 0 |
| B. Katanha    | 27 | 8  | 5 | 0 |
| S. Kohler     | 11 | 0  | 0 | 1 |
| P. Läng       | 15 | 0  | 2 | 0 |
| R. Mollet     | 9  | 0  | 2 | 1 |
| T. Müller     | 10 | 0  | 0 | 0 |
| I. Nganga     | 25 | 2  | 0 | 0 |
| S. Nater      | 27 | 0  | 3 | 1 |
| P. Paulo      | 4  | 0  | 1 | 0 |
| D. Pavlović   | 20 | 5  | 3 | 0 |
| S. Roth       | 10 | 0  | 1 | 1 |
| J. Santana    | 11 | 0  | 2 | 0 |
| C. Schlauri   | 28 | 1  | 2 | 0 |
| T. Stamm      | 27 | 3  | 5 | 0 |
| E. Todisco    | 29 | 6  | 6 | 0 |
| D. Tofiloski  | 10 | 0  | 0 | 0 |
| S. Tomic      | 0  | 0  | 0 | 0 |
| S. Zuffi      | 9  | 0  | 0 | 0 |